# Барч, Дитмар
Ди́тмар Ге́рхард Барш (нем. Dietmar Gerhard Bartsch; род. 31 марта 1958[…], Штральзунд, Росток, ГДР) — немецкий политический деятель. Член Левой партии. Член бундестага от Мекленбурга-Передней Померании в 1998—2002 годах и с 2005 года.
Был сопредседателем парламентской группы Левой партии в бундестаге с 13 октября 2015 года, первоначально вместе с Сарой Вагенкнехт, а с 12 ноября 2019 года по 26 сентября 2023 года с Амирой Мохаммедом Али. Таким образом, он был лидером оппозиции с 2015 по 2017 год. Ранее он занимал должность федерального казначея в Партии демократического социализма (ПДС), был федеральным управляющим директора Левой партии и вторым заместителем лидера группы. Его причисляют к умеренному, ориентированному на реформы партийному крылу. На парламентских выборах 2021 года вместе с Янине Висслер возглавил список Левой партии.

## Биография
Окончив в 1976 году среднюю общеобразовательную школу во Францбурге с отличием, Барч в 1976—1978 годах отслужил в армии в 40-м воздушно-десантном полку Национальной народной армии.
В 1978—1983 годах обучался в Берлинской высшей школе экономики в Карлсхорсте, получил диплом экономиста. Затем работал в коммерческом районе центрального органа ССНМ Junge Welt.
С 1986 по 1990 год был соискателем Академии общественных наук при ЦК КПСС в Москве. В 1990 году он защитил докторскую диссертацию на тему отношений распределения труда в условиях интенсификации социалистической экономики («Распределительные отношения в условиях социалистической интенсификации»). В марте 1990 года Барч вернулся в «Юный мир» в качестве управляющего директора. После неудачного возвращения в бундестаг в 2002 году Барч сначала работал консультантом по вопросам управления. С мая 2004 года по декабрь 2005 года Барч был управляющим директором ежедневной газеты Neues Deutschland («Новая Германия»).

## Личная жизнь
Дитмар Барч живёт отдельно от своей жены и имеет двоих детей.

## Политическая карьера
В 1977 году Барч стал членом СЕПГ. В 1989 году он был одним из основателей Рабочей группы молодых товарищей (AGJG) на внеочередном партийном съезде СЕПГ-ПДС. С 1991 Барч был федеральным казначеем ПДС, а затем был избран федеральным управляющим директором. На выборах 2002 года он был менеджером избирательной кампании ПДС и вместе с Габриэлой Циммер, Петрой Пау и Роландом Клаусом входил в четверку лучших кандидатов на федеральном уровне. После того, как ПДС не прошла пятипроцентный барьер и только два напрямую избранных депутата перешли в бундестаг,  внутрипартийные оппоненты Барча потребовали его отставки с поста федерального управляющего директора. Он снял свою кандидатуру на этот пост на съезде партии в Гере в октябре 2002 года после того, как Габриэла Циммер была утверждена в качестве председателя партии. Его преемником стал Уве Хикш.
Сразу после этого, фурор произвело так называемое «дело гвардейской книги». По словам главы охранной компании и записи в караульной книжке, заместитель федерального председателя ПДС Дитер Дехм издал инструкции о том, что это было необходимо для обеспечения того, чтобы Барч, бывший федеральный менеджер ПДС, не удалил никаких документов из дома. Дехм отрицал, что издавал такое указание. Этот роман способствовал досрочной отставке Габи Циммер летом 2003 года. В октябре 2005 года Барча сменил председатель партии Лотар Биски. Снова предложен в качестве федерального управляющего директора ПДС и переизбран на эту должность в декабре 2005 г. федеральным партийным съездом. С июня 2007 года он также является федеральным менеджером новой партии Die Linke, образовавшейся в результате слияния PDS и WASG.
В начале января 2010 года Грегор Гизи обвинил Дитмара Барча, среди прочего, в том, что он причинил вред председателю партии Оскару Лафонтену, сделав целенаправленные заявления для Spiegel. Барч отрицал это; он не вел себя нелояльно и не поднимал вопрос о себе как о преемнике. После следующей борьбы Барч объявил, что на данный момент продолжит оставаться федеральным управляющим директором, но больше не будет баллотироваться в качестве федерального управляющего директора на предстоящем партийном съезде в мае 2010 года. Карен Лэй и Вернер Драйбус были избраны его преемниками.
С 21 января 2010 года Барч был заместителем председателя левой фракции в Бундестаге. В августе 2011 года он дистанцировался от поздравительного письма, которое Die Linke, подписанное двумя партийными лидерами Лётчем и Эрнстом, направило бывшему президенту Кубы Фиделю Кастро в день его рождения. После того, как некоторые члены левых бойкотировали минуту молчания в память о погибших в Стене, Барч предложил сторонникам строительства Стены покинуть партию.
В конце 2011 года Барч заявил о своем намерении баллотироваться на пост председателя партии. После того, как Оскар Лафонтен тоже задумал бежать, но Барч не изменил своего намерения, Лафонтен отказался от своего намерения. На съезде левой партии в июне 2012 года Барч окончательно проиграл в борьбе против профсоюзного деятеля Баден-Вюртемберга Берна Риксингера, который был близок к Лафонтену и в отличие от Барча, объявил свою кандидатуру всего двумя днями ранее. Барч набрал 251 голос (45%), а Риксингер — 297 голосов (53%).
В 2015 году Барч был избран одним из лидеров левой группы Бундестага вместе с Сарой Вагенкнехт, сменив на этом посту давнего лидера Грегора Гизи. Барч набрал 91,6% поданных голосов.  Поскольку левые были в то время крупнейшей оппозиционной партией в Бундестаге, Барч стал видным лидером оппозиции на оставшуюся часть парламентского срока.
Барч и его коллега-парламентский лидер Вагенкнехт были ведущими кандидатами левых на федеральных выборах 2017 года.  Партия добилась небольших успехов на выборах, хотя и опустилась с третьего на пятое место с 9,2% голосов и 69 местами. Барч боролся за избирательный округ Росток – Ландкрайс Росток II и занял второе место после победившего кандидата от ХДС, набрав 24,8% голосов.
В преддверии федеральных выборов 2021 года Барч снова был выбран в качестве одного из двух ведущих кандидатов левых наряду с новым лидером партии Янине Висслер.  9 мая они были подтверждены 87% голосов членов исполнительной власти партии.

## Депутатство

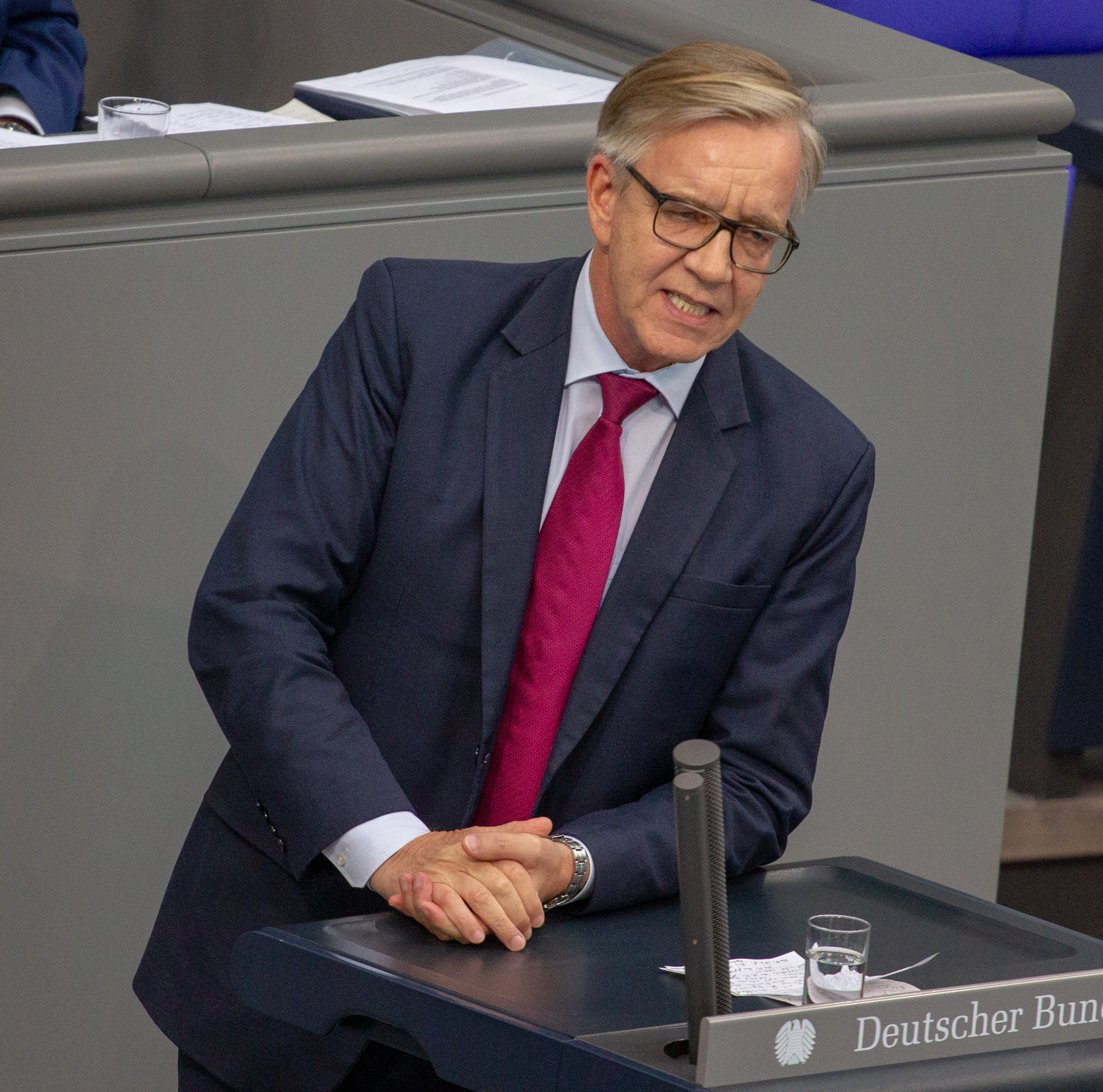

С 1998 по 2002 год и с 2005 года Барч был членом бундестага Германии. Он всегда представлял в бундестаге государственный список федеральной земли Мекленбург-Передняя Померания.
В бундестаге Германии Барч является полноправным членом Объединённого комитета и заместителем члена бюджетного комитета.
В январе 2012 года было объявлено, что Дитмар Барч является одним из 27 членов парламента левых под наблюдением со стороны Федерального ведомства по охране Конституции, а политики всех политических групп были подвергнуты критике. С 2014 года депутаты бундестага от левых больше не наблюдаются.

## Политические позиция
В отношении классификации Германской Демократической Республики как государства, страдающего несправедливостью, Барч заявил следующее: «Бесспорно, что в ГДР была серьёзная несправедливость и жертвы. Также бесспорно, что в ГДР было место и для верховенства права. Вот почему я не применяю термин „несправедливое государство“ к ГДР. Он не аргумент, а дубинка».
Он отвергает налог на выбросы углекислого газа и хочет, чтобы цели по климату были поставлены вместо «мер регулирования и крупных инвестиций в экологически безопасные инновации». Кроме того, Барч призывает к деглобализации, чтобы снизить выбросы на транспорте и снизить зависимость от зарубежных стран в отношении медицинских продуктов.
В преддверии федеральных выборов 2017 года Барч призвал к мирной внешней политике и прекращению экспорта оружия и «военных авантюр». В 2021 году он показал бундесверу противостояние миротворческой деятельности, но отказался от дальнейших боевых задач.

## Дело «Лафодедель»
В сентябре 2015 года Die Welt сообщил об утечке документов, которые создал Барч и в которых он включил членов его собственного партийного руководителя, состоящего из 44 человек, которые были разделены на категории в соответствии с политической ориентацией или лояльностью. Людям были присвоены три разные буквы: Z для «надежного», U для «независимого» и L для «Lafodödel», где Z означает лояльность самому Барчу или принятой политической линии, а "Lafo dödel " — уничижительный термин для сторонники его внутрипартийного оппонента Оскара Лафонтена представляет. Сообщается, что Барч инициировал создание файлов своим прихвостнем тремя годами ранее. В основной переписке лидер партии Бернд Риксингер также получил прозвище «Ратцингер». После публикации отчет вызвал значительное раздражение и критику после того, как Die Welt напрямую столкнул с документами различных левых политиков. Говорят, что Грегор Гизи получил досье непосредственно от Барча и отреагировал отрицательно.
Вскоре после публикации Всемирного доклада Der Tagesspiegel опубликовала противоречивую версию. Соответственно, в партийных кругах говорят, что никакого «исследования» не было. Вместо этого Грегор Гизи как лидер парламентской группы, как сообщается, попросил самого своего заместителя Дитмара Барча после партийной конференции летом 2012 года составить соответствующий список вновь избранного исполнительного комитета партии. Согласно иллюстрации, L также могло быть аббревиатурой от «ссылок». Сам Барч заявил, что использовал слово «Lafodödel» только в одном электронном письме.